# Порт Џеферсон Стејшон (Њујорк)
Порт Џеферсон Стејшон (енгл. Port Jefferson Station) насељено је место без административног статуса у америчкој савезној држави Њујорк.

## Демографија
По попису из 2010. године број становника је 7.838, што је 311 (4,1%) становника више него 2000. године.
| Група             | 2000.         | 2010.         |
| Белци             | 6.330 (84,1%) | 5.998 (76,5%) |
| Афроамериканци    | 168 (2,2%)    | 195 (2,5%)    |
| Азијати           | 283 (3,8%)    | 420 (5,4%)    |
| Хиспаноамериканци | 685 (9,1%)    | 1.158 (14,8%) |
| Укупно            | 7.527         | 7.838         |